# Dick Idestam-Almquist
Ulf Richard (Dick) Idestam-Almquist, född 7 december 1940 i Bromma, är en svensk journalist och TV-producent.
År 1976 fick Idestam-Almquist tillsammans med journalisten Gaetano Pagano och fotografen Anders Ribbsjö följa Fidel Castro på Kuba. Resultatet blev dokumentärfilmen Historien kommer att ge mig upprättelse som finansierades av SVT och visades på kanalen samma år. Filmen visades åter på SVT hösten 2006 i en nedkortad version med titeln Historien ska frikänna mig.
Han är son till filmkritikern Bengt Idestam-Almquist och barnboksförfattaren Guit Idestam-Almquist.

## Filmografi
- 1976 – Vi har vår egen sång – musikfilmen
- 1976 – Historien kommer att ge mig upprättelse
- 1985 – Hos änglamakerskan (tillsammans med Noomi Liljefors)
- 2003 – Fryshuset
- 2005 – Det är rätt att göra uppror (om Kårhusockupationen vid Stockholms universitet 1968)
- 2006 – Historien ska frikänna mig